# Pekka Pohjola
Jussi Pekka Pohjola (13 de enero de 1952 - 27 de noviembre de 2008) fue un multiinstrumentista, compositor y productor finlandés. Más conocido como bajista, Pohjola se formó por el método clásico en piano y violín. Inicialmente ganó fama como bajista de la banda de rock progresivo finlandesa Wigwan, aunque pronto la abandonó para iniciar su carrera en solitario, editando en su inicio álbumes de rock progresivo influenciados por Frank Zappa. Con el avance de su carrera desarrolló un estilo musical nuevo que podría describirse como jazz rock. Aparte de Wigman y sus discos en solitario, Pohjola también tocó con Made in Sweden, The Group y las bandas de Jukka Tolonen y Mike Oldfield.
Pohjola pertenecía a una de las familias de músicos más prominentes de Finlandia. El director Sakari Oramo es primo de Pohjola.

## Biografía

### Comienzos y profesión
Pohjola estudió piano y violín clásicos en la Academia Sibelius de Helsinki, en Finlandia. Después de un período con The Boys (la incipiente banda finlandesa liderada por los hermanos Eero y Jussi Raittinen), se intergró en Wigwan en 1970, colaborando en dos de sus discos antes de abandonar el grupo en 1972 para proseguir su carrera en solitario (aunque Pohjola volvió a colaborar en el disco de Wigman Being de 1974). El primer disco en solitario de Pohjola Pihkasilmä Kaarnakorva (en inglés Resin Eye Bark Ear), editado en 1972, tiene parecidos notables con el trabajo de Frank Zappa. Tras abandonar Wigwma Pohjola también tocó con la banda de Jukka Tolonen durante un breve periodo. En 1974 se editó su segundo trabajo en solitario, Harakka Bialoipokku (del inglés: Bialoipokku the Magpie) en Finlandia. El álbum mostraba un Pohjola progresando en una nueva dirección, con uso enfatizado de trompetas, saxofones y piano. El álbum, con cierto influencia de jazz, llamó la atención de Richard Branson, ejecutivo de Virgin Records, de forma suficiente como para que lo editara al año siguiente en el Reino Unido bajo el nombre de B the Magpie.
Por petición de Virgin, Pohjola se unió a Mike Oldfield para grabar y producir su tercer disco en solitario, editado en Finlandia en 1977 como Keesojen Lehto (del inglés: Grove of the Keeso) y en el Reino Unido como Mathematician's Air Display. Más tarde, el álbum sería reeditado con el nombre de The Consequences Of Indecisions (al español, Las consecuencias de la incedisión) y atribuido a Mike Oldfield en vez de a Pohjola. A Oldfield le impresionó Pohjola como para pedirle que se uniera a él en su gira de 1978. Resultado de ello es que se puede oír a Pohjola en el álbum en directo Exposed de Oldfield, editado en 1979. En 1978 Pohjola formó The Group, que editó un álbum del mismo nombre en el mismo año. En 1979 Pohjola editó Visitation, su cuarto álbum en solitario. Sus tres discos anteriores en solitario habían mostrado influencias del Género fantástico, pero estas eran especialmente notables en su cuarto trabajo.
En 1980 The Group cambió su nombre a Pekka Pohjola Group y editó el disco Kätkävaaran Lohikäärme (en español: El Dragón de Kätkävaara). La banda se separó poco después del lanzamiento de su segundo disco. El siguiente álbum en solitario de Pohjola, Urban Tango, fue lanzado en 1982. fue un alejamiento radical del género fantástico e inspirado por la naturaleza presente en su trabajo de los 70. fue también el primer álbum de Pohjola en incluir canto comprensible, con la parte vocal cantada por Kassu Halone. Urban Tango fue también el primer disco lanzado desde la discográfica propia de Pohjola, Pohjola Records. Su siguiente disco fue la banda sonora de le película Jokamies (1983) de Hannu Heikinheimo, editado en 1984 como Everyman en los Estados Unidos y Alemania. El álbum es prominente en el uso de sintetizadores. Space Waltz, editado en 1985, profundizó en los temas oídos primero en Urban Tango. Flight Of The Angel (1986) fue el último álbum de Pohjola en los 80. Al año siguiente se editó un recopilatorio de su trabajo bajo el título de New Impresionist.

### Últimos años y muerte
Durante los últimos 80 Pohjola compuso Sinfonía no. 1, que estrenada en directo en 1989 y editada en CD en 1990 fue ejecutada por el grupo musical AVANTI!. De vuelta al escenario musical en 1992, Pohjola lanzó Changing Waters, su noveno álbum en solitario. El sonido de este álbum difería mucho de los trabajo guitarrísticos de Pohjola en los 80, y ofrecía un entorno suavizado más basado en el piano. Changing Waters fue lanzado internacionalmente en primavera de 1993. El álbum estaba interpretado por los músicos finlandeses Seppo Kantonen (teclados), Markku Kanerva (guitarra) y Anssi Nykänen (batería), que conformaron banda regular con Pohjola.En mayor de 1995 Pohjola editó Live in Japan, una grabación de tres actuaciones en Tokio en noviembre de 1994. Más tarde el mismo año editó un CD doble llamado Heavy Jazz - Live in Helsinki and Tokyo. Su siguiente disco de estudio, Pewit, apareció en septiembre de 1997. En mayo de 2001 sacó Views, que rebajaba el tono de rock sólido guitarrero de Urban Tango y Space Waltz, centrándose más en arreglos de jazz y pop clásico basados en arreglos para cuerdas. La única canción con guitarra del disco es The Red Porsche, realizado sobre un poema de Charles Bukowski.
La pista The Madness Subsides del disco B the Magpie fue utilizada por DJ Shadow como base principal en su canción Midnight in a Perfect World, del exitoso álbum Entroducing.... La misma base se utilizó en la canción Valo de SlowHill.
Pohjola murió el 27 de noviembre de 2008, a la edad de 56 años.

## Discografía
| Año  | Artista                 | Título original                         | Títulos alternativos |
| ---- | ----------------------- | --------------------------------------- | --- |
| 1970 | Wigwam                  | Tombstone Valentine                     | |
| 1971 | Wigwam                  | Fairyport                               | |
| 1972 | Pekka Pohjola           | Pihkasilmä Kaarnakorva                  | |
| 1974 | Wigwam                  | Being                                   | |
| 1974 | Pekka Pohjola           | Harakka Bialoipokku                     | B the Magpie Skatan |
| 1976 | Made in Sweden          | Where do we Begin?                      | |
| 1977 | Pekka Pohjola           | Keesojen Lehto                          | Mathematician's Air Display Skuggornas Tjuvstart The Consequences of Indecisions (atribuido a Mike Oldfield) sin título (atribuido a Mike & Sally Oldfield, Pekka Pohjola) |
| 1978 | The Group               | The Group                               | |
| 1979 | Mike Oldfield           | Exposed (en directo)                    | |
| 1979 | Pekka Pohjola           | Visitation                              | |
| 1979 | Gábor Szabó             | Belsta River                            | |
| 1980 | Pekka Pohjola Group     | Kätkävaaran Lohikäärme                  | |
| 1982 | Pekka Pohjola           | Urban Tango                             | |
| 1983 | Pekka Pohjola           | Jokamies                                | Everyman |
| 1985 | Pekka Pohjola           | Space Waltz                             | |
| 1986 | Pekka Pohjola           | Flight of the Angel                     | |
| 1986 | Espoo Big Band          | Yesterday's Games                       | |
| 1987 | Pekka Pohjola           | New Impressionist (recopilatorio)       | |
| 1990 | Pekka Pohjola & AVANTI! | Sinfonía No. 1                          | |
| 1992 | Pekka Pohjola           | Changing Waters                         | |
| 1995 | Pekka Pohjola           | Live in Japan                           | |
| 1995 | Pekka Pohjola           | Heavy Jazz - Live in Helsinki and Tokyo | |
| 1997 | Pekka Pohjola           | Pewit                                   | |
| 2001 | Pekka Pohjola           | Views                                   | |